# Харківський екзархат УГКЦ
Ха́рківський екзарха́т — екзархат Української греко-католицької церкви з осідком у Харкові. Утворений 2 квітня 2014 року шляхом поділу Донецько-Харківського екзархату. Наймолодший і найменший за кількістю громад з екзархатів УГКЦ.

## Створення
Харківський верховноархієпископський екзархат охоплює територію Харківської, Полтавської та Сумської областей.
Синод єпископів обрав єпископом та призначив на екзарха Харківського отця Василя Тучапця, перед тим ігумена монастиря Святого Василія Великого в Києві та провінційного вікарія. Новому єпископу надано титулярний осідок Центуріонес.

## Розбудова
Екзархат має один типовий храм у смт. Покотилівка. Будуються чотири храми
Протягом перших трьох років існування екзархат поповнився трьома молодими священниками, а також двома дияконами, які проходили практику і готувалися стати священниками. Було зареєстровано три нових громади й готувалося до реєстрації дев'ять громад. 
На терені екзархату діє низка чоловічих і жіночих монаших спільнот: чоловічий Свято-Покровський монастир Чину святого Василія Великого  в смт. Покотилівці, який користується великим духовним авторитетом у місцевих греко-католиків; сестер милосердя святого Вікентія у Деменках на Полтавщині, які ведуть Дім милосердя, де виховують сиріт; та сестер св. Йосифа у Харкові, які катехизують дітей та молодь, організовують прощі й табори. Сестри Василіанки розпочали служіння у Полтаві.
У 2015 році на терені екзархату було освячено Дім милосердя для сиріт у с. Деменки Полтавської області, яким опікуються Сестри Милосердя святого Вікентія. У 2016 році було посвячено монаший дім Сестер св. Йосифа в Харкові. Було закладено наріжні камені під будівництво храмів у смт. Білики й селі Деменки на Полтавщині. У Харкові ведеться будівництво катедрального собору. У 2017 році закладено наріжний камінь під будівництво храму Всіх святих українського народу в Полтаві.
У 2014 році було засновано Благодійний Фонд «Карітас Харків». За три роки харківським «Карітасом» було реалізовано 18 проєктів, які здебільшого стосуються допомоги вимушено переміщеним особам. За три роки в «Карітасі Харків» отримали допомогу понад 40 тис. осіб. З червня 2014 року регулярно здійснюються богослужіння у Харківському військовому госпіталі. 
Регулярно організуються формаційні курси для священників, збори та реколекції. З 2016 року щорічно організуються піші прощі з Харкова до Покотилівки. 
У 2015 розпочато діалог щодо євхаристійної єдності між УГКЦ та Харківсько-Полтавською єпархією УАПЦ (о). У 2020 до Харківського екзархату УГКЦ перейшли парафії УАПЦ(о) в Харкові, Полтаві та Лозовій, а також Харківська єпархіальна бібліотека імені прп. Венедикта Нурсійського, Колегія Патріарха Мстислава, Свято-Дмитрівський катехитично-пастирський центр та Харківське крайове братство апостола Андрія Первозваного.